# Kano Ren
Ren Kano (sinh ngày 31 tháng 10 năm 1994) là một cầu thủ bóng đá người Nhật Bản.

## Sự nghiệp câu lạc bộ
Ren Kano đã từng chơi cho Tochigi Uva FC và SC Sagamihara.